# Prague Security Studies Institute
Prague Security Studies Institute (PSSI) je nezisková nevládní organizace se sídlem v Praze. Organizace založená v roce 2002 se zaměřuje se na programy školení v otázkách bezpečnosti, rozvoje demokratických institucí a posilování osobních svobod ve střední Evropě. PSSI vytvořilo s podporou Ministerstva zahraničí ČR program transformační spolupráce, který má přenášet zkušenosti z České republiky do Moldavska.